# Park Zandvoort
Park Zandvoort is een vakantiepark van Center Parcs in de Nederlandse plaats Zandvoort. Het werd in 1989 geopend als Gran Dorado Zandvoort. In 2009 veranderde de nieuwe eigenaar de naam in Sunparks Zandvoort aan Zee, maar in 2010 werd de naam weer Center Parcs Park Zandvoort.

## Geschiedenis
Het in 1989 geopende park was oorspronkelijk eigendom van Gran Dorado. De grond werd overgenomen van het naastgelegen Circuit Zandvoort, dat in die periode niet goed liep en de oorspronkelijke baan voor de verkoop van de grond heeft ingekort. In 2002 werd bekend dat Pierre & Vacances (eigenaar van Gran Dorado en Center Parcs) Gran Dorado en Center Parcs wilde samenvoegen tot één grote bungalowparkketen. De Nederlandse Mededingingsautoriteit ging hier niet mee akkoord, waardoor Gran Dorado 33 kleinere bungalowparken moest verkopen aan Landal GreenParks. Vijf parken, waaronder Park Zandvoort, werden behouden en in 2002 opgenomen in de portfolio van Center Parcs. In januari 2009 ging het park deel uitmaken van Sunparks, de zusterorganisatie van Center Parcs. Uiteindelijk werd het park weer ingedeeld bij Center Parcs.
In 2018 werd bekendgemaakt dat het park voor 140 miljoen euro vernieuwd zal worden. De cottages, het hotel, de Aqua Mundo en de Market Dome krijgen een nieuw uiterlijk. Ook werd er een wildwaterbaan op het park gebouwd. Deze 116 meter lange baan is in september 2019 geopend.

## Faciliteiten
Het park telt 428 cottages en 116 hotelkamers.

## Fotogalerij

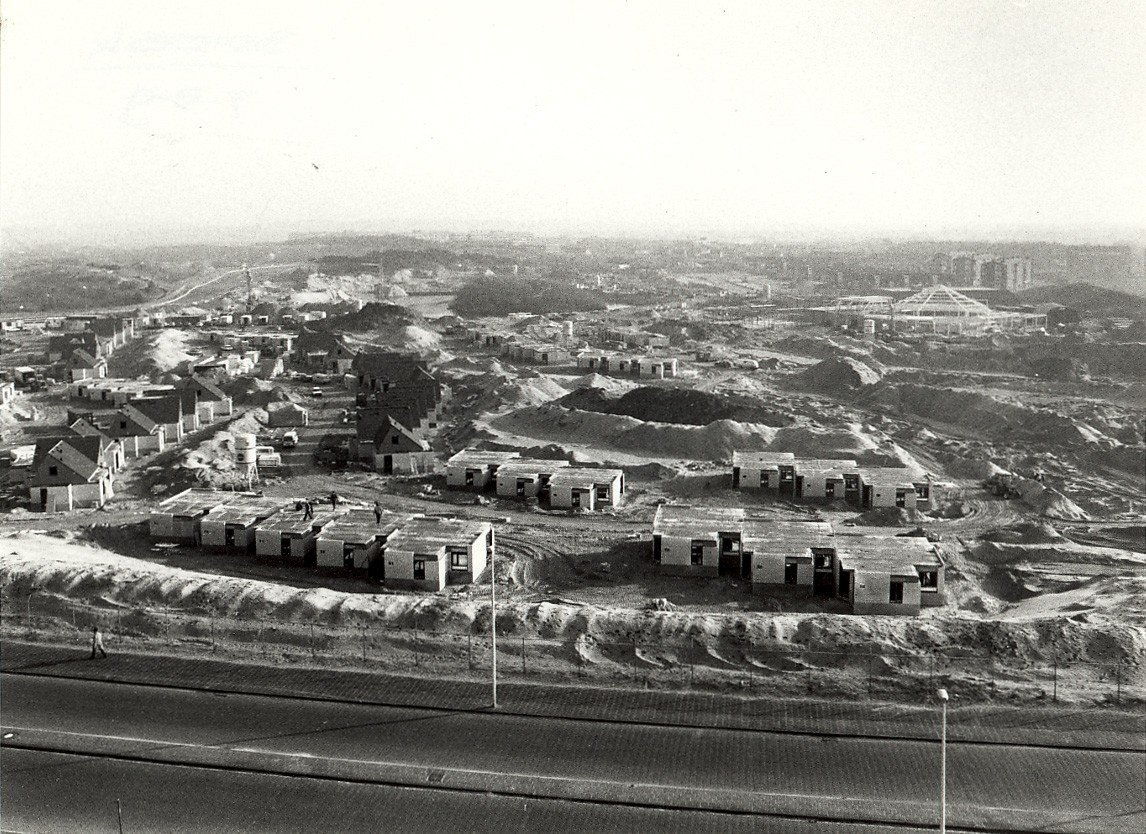
Bouw van het park in 1989
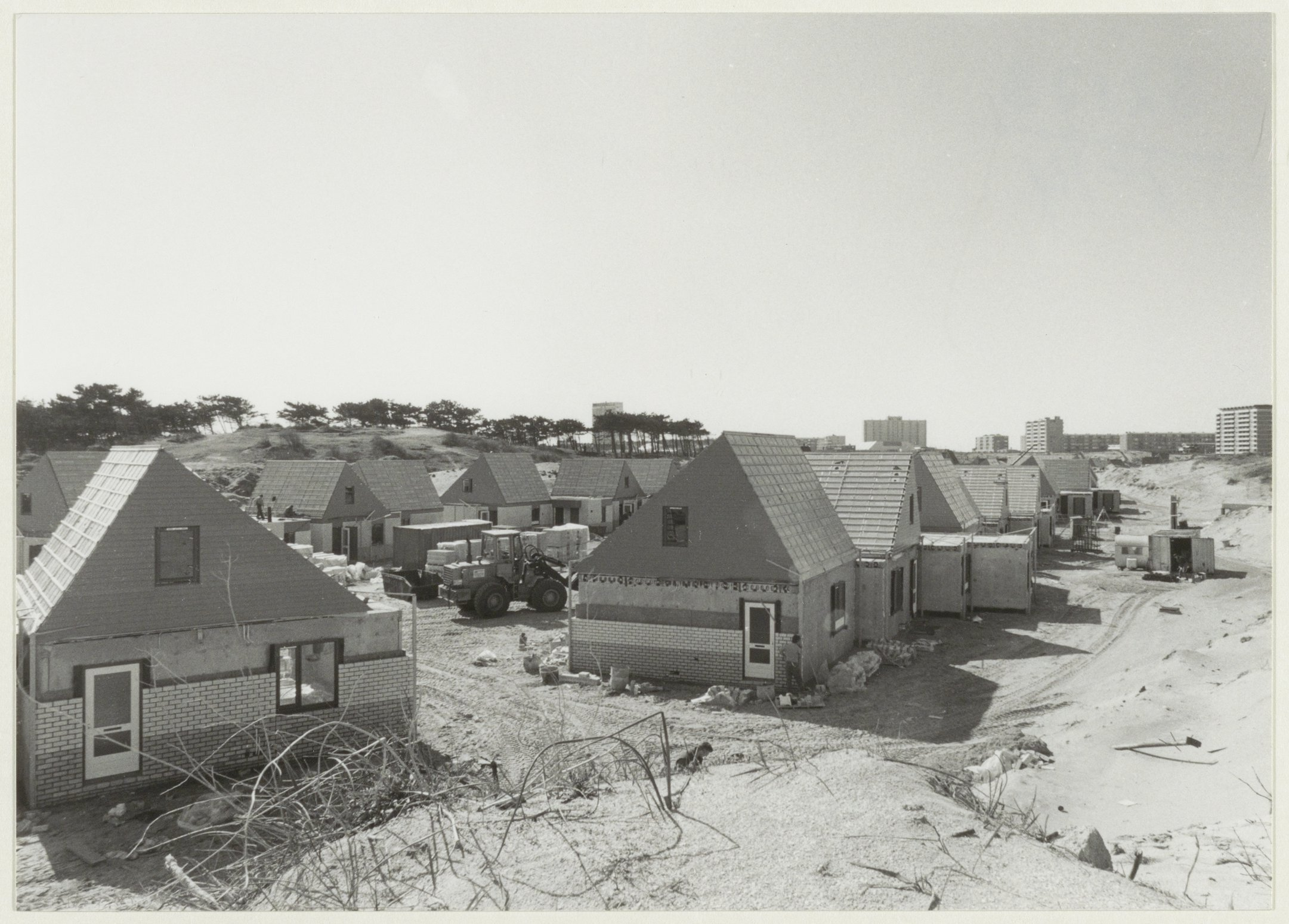
Uitbreiding van het park in 1990
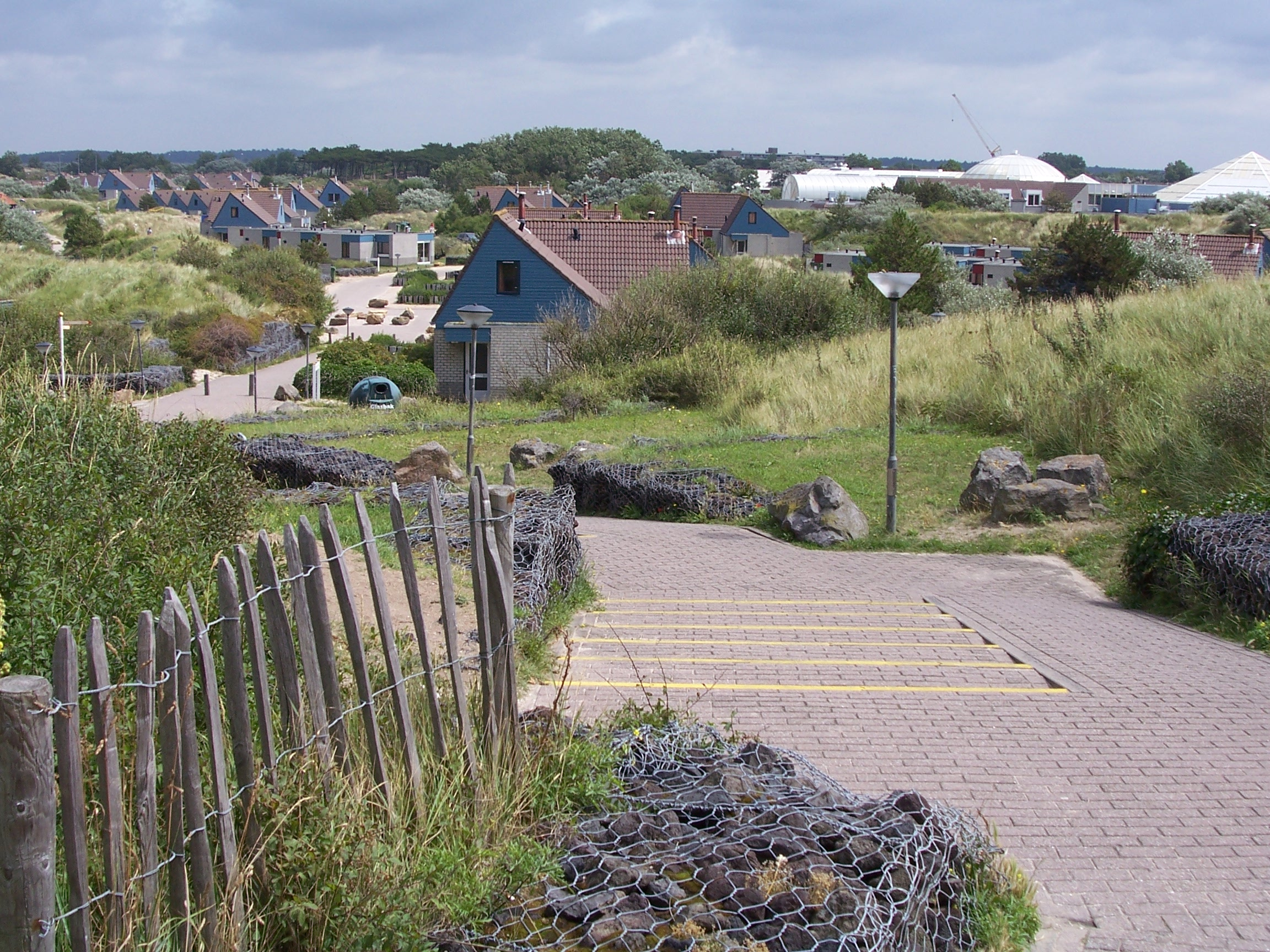
Gezicht op het park in 2008
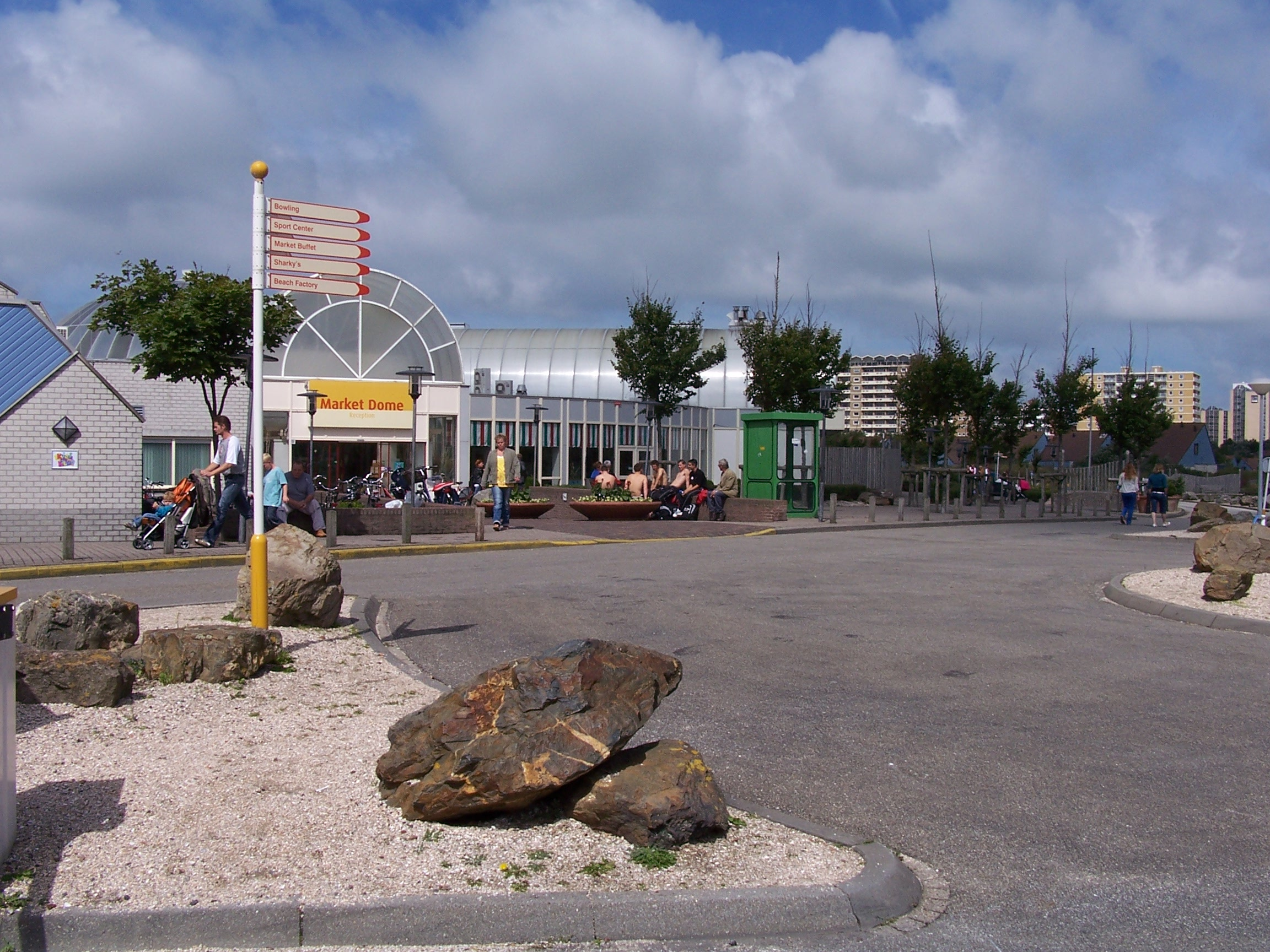
Gezicht op de Market Dome in 2008